# نمیر قیردار
نمیر قیردار (به انگلیسی: Nemir Kirdar) (زاده ۲۸ اکتبر ۱۹۳۶ – درگذشته ۸ ژوئن ۲۰۲۰) کارآفرین، سرمایه‌دار و مدیر ارشد اجرایی ترکیه‌ای عراقی‌تبار بود، که در حال حاضر به‌عنوان مدیر عامل اجرایی و رییس هیئت مدیره شرکت اینوستکورپ فعالیت می‌کند.